# Episodi di Yamishibai (terza stagione)
La terza stagione dell'anime Theatre of Darkness: Yamishibai, composta da 13 episodi, è andata in onda su TV Tokyo dal 9 gennaio al 2 aprile 2016.

## Lista episodi
| Nº | Titolo italiano Giapponese 「Kanji」 - Rōmaji                          | In onda          | In onda |
| Nº | Titolo italiano Giapponese 「Kanji」 - Rōmaji                          | Giapponese       |         |
| 1  | Prestamelo 「貸して」 - Kashite                                        | 9 gennaio 2016   |         |
| 2  | Tunnel 「トンネル」 - Tonneru                                          | 16 gennaio 2016  |         |
| 3  | Ratto 「ねずみ」 - Nezumi                                              | 23 gennaio 2016  |         |
| 4  | La vivace stanza d'ospedale 「にぎやかな病室」 - Nigiyaka na byōshitsu | 30 gennaio 2016  |         |
| 5  | Il museo della tassidermia 「剥製博物館」 - Hakusei hakubutsukan       | 6 febbraio 2016  |         |
| 6  | Il festival dell’“altra parte” 「アチラの祭」 - Achira no matsuri      | 13 febbraio 2016 |         |
| 7  | Alle spalle 「うしろ」 - Ushiro                                        | 20 febbraio 2016 |         |
| 8  | La bambola imperatrice 「お雛様」 - Ohinasama                          | 27 febbraio 2016 |         |
| 9  | Il quarto uomo 「4人目」 - Yonninme                                    | 5 marzo 2016     |         |
| 10 | Giostra 「メリーゴーランド」 - Merīgōrando                             | 12 marzo 2016    |         |
| 11 | Orologio a cucù 「鳩時計」 - Hatodokei                                 | 19 marzo 2016    |         |
| 12 | Nell’acqua 「水の中」 - Mizu no naka                                   | 26 marzo 2016    |         |
| 13 | - Disegni - 「- 絵 -」 - - E -                                         | 2 aprile 2016    |         |